# Mary Grace Canfield
Mary Grace Canfield (* 3. September 1924 in Rochester, New York; † 15. Februar 2014 in Santa Barbara, Kalifornien) war eine US-amerikanische Schauspielerin.

## Leben
Canfield war die jüngste Tochter von Hildegard Jacobson und des Druckers Hubert H. Canfield und wuchs am Canandaigua-See auf. Sie hatte eine zwei Jahre ältere Schwester namens Constance.
Als Kind las sie viel, entdeckte Theaterstücke für sich und wusste bereits im Alter von neun Jahren, dass sie Schauspielerin werden wollte.
Nach dem Ende ihrer Schulzeit besuchte sie das renommierte Hedgerow Theatre in Rose Valley im US-Bundesstaat Pennsylvania, wo sie drei Jahre lang die Schauspielschule von Jason Deeter besuchte, anstatt auf das College zu gehen. In einem Interview sagte sie hierzu: „Ich wollte nicht aufs College gehen, weil ich genau wusste, was ich machen wollte. […] Später, als ich meine Eltern fragte, was sie davon hielten, dass dieses kleine, dünne Mädchen Schauspielerin werden wollte, sagten sie, sie seien so erleichtert, dass ich überhaupt etwas machen wollte.“
Während ihrer Sommertheater-Zeit im US-Bundesstaat Maine kamen sich Charles Orlebar Carey, Jr. und Canfield näher und die erste Tochter Phoebe kam zur Welt; das Paar heiratete am 12. Dezember 1950. Zurück in New York City setzte sie ihre Bühnenkarriere fort und die zweite Tochter Alison wurde geboren. 1955 ließ sich das Paar scheiden.
Zwischen 1968 und 1984 lebte Canfield in Montecito und zog später nach Blue Hill in die Gemeinde Sedgwick in Maine; laut ihrer Tochter hatte sie sich Jahre zuvor bei den Sommeraufführungen in den Bundesstaat verliebt. Am 24. Oktober 1989 heiratete sie ihren zweiten Ehemann John Theodore Bischof und entdeckte das Segeln für sich.
Als sich ihr Gesundheitszustand mit zunehmendem Alter verschlechterte, zog sie 2011 an die Kalifornische Küste nach Santa Barbara, um in der Nähe ihrer Töchter zu leben. Im letzten Jahr ihres Lebens schrieb sie einen Roman.
Canfield verstarb im Alter von 89 Jahren in einem Hospiz an den Folgen von Lungenkrebs und wurde von ihrem zweiten Ehemann John Bischof sowie den beiden Töchtern Phoebe und Alison überlebt.

## Karriere
Nach ihrer Schauspielausbildung in Rose Valley war sie anfangs als Teil von Theatergruppen im Regionaltheater zu sehen und sammelte Erfahrungen auf der Bühne. Ab 1947 spielte sie auch in Broadway- und Off-Broadway-Aufführungen und lebte in New York City.
In New York lernte sie den Produzenten Charles Carey kennen, der das Sommertheater in Surry, Maine, veranstaltete; dort trat sie die nächsten sechs Sommer auf und wurde bereits nach der ersten Spielsaison – im Alter von 21 Jahren – von der Bangor News als „Surry’s Favorite“ gelobt.
Nach der Scheidung von ihrem ersten Ehemann und ausbleibenden Angeboten in New York nahm sie das Angebot des Regisseurs und Produzenten David Swift an und spielte das Dienstmädchen Angelica in Alle lieben Pollyanna. Nach dem Ende der Dreharbeiten blieb Canfield mit ihren Kindern in Los Angeles und eine über zwanzig Jahre andauernde Karriere in Hollywood folgte.
Canfield hatte ihren ersten Fernsehauftritt im März 1954, als sie die Rolle der Frances in einer Folge des Goodyear Playhouse spielte. Nach weiteren Gast- und Nebenrollen, beispielsweise in The Eleventh Hour, spielte sie in der Fernsehsaison 1961–1962 die Haushälterin Amanda Allison in der Sitcom The Hathaways.
Sie war auch unter ihrem eigenen Namen Mary Grace – als Thelma Lous’ Cousine – in einer Folge der Andy Griffith Show zu sehen, wo sie an der Seite von Jim Nabors spielte. Die Folge sollte ursprünglich am 25. November 1963 ausgestrahlt werden, wurde aber aufgrund der Berichterstattung nach der Ermordung des US-Präsidenten John F. Kennedy drei Tage vorgezogen.
1966 spielte Canfield Abner Kravitz Schwester Harriet in vier Folgen von Verliebt in eine Hexe. Die Schauspielerin Alice Pearce, die Abners Frau Gladys gespielt hatte, war an Eierstockkrebs gestorben und deren Nachfolgerin Sandra Gould war noch nicht engagiert. In den frühen 1970er Jahren teilten sich Canfield und die Schauspielerin Lucille Wall die Rolle der Lucille March in General Hospital.
Canfield wurde vor allem durch ihre wiederkehrende Rolle in der Fernsehserie Green Acres bekannt, in der sie den Zimmermann Ralph Monroe verkörperte, der seine Mitmenschen in Hooterville mit einem typischen „Howdy Doody!“ begrüßte. Während der sechs Staffeln der Serie spielte sie zwischen 1965 und 1971 in mehr als 40 Folgen mit. 1990 wiederholte sie ihre Rolle in dem Fernsehfilm Zoff in Hooterville.
Zu ihrer Rolle, die sie landesweit bekannt machte, sage sie 2006 in einem Interview mit der Bangor Daily News in Maine: „Dass man sich an Ralph erinnert, ärgert mich irgendwie – nur in dem Sinne, dass es so einfach und anspruchslos war […] für etwas bekannt zu sein, das leicht zu erreichen ist, anstatt für etwas, für das man hart gearbeitet hat.“
Canfield spielte auch in Spielfilmen wie The St. Valentine’s Day Massacre und Ray Bradburys Something Wicked This Way Comes mit. Letzte Auftritte vor der Kamera hatte sie 1993 in der Fernsehserie The Jackie Thomas Show und in der Film-Adaption Young Goodman Brown.
Im Jahr 2005 hatte Canfield ihren letzten öffentlichen Auftritt, als sie zusammen mit Sid Melton und Frank Cady, ihren ehemaligen Schauspielkollegen aus Green Acres, an der Trauerfeier und Beisetzung von Eddie Albert teilnahm.
Im deutschen Sprachraum wurde Canfield unter anderem von Renate Danz, Gudrun Genest, Käte Jaenicke, Hannelore Minkus und Barbara Ratthey synchronisiert.

## Filmografie (Auswahl)

### Film
- 1959: So etwas von Frau (That Kind of Woman)
- 1960: Alle lieben Pollyanna
- 1962: Poor Mr. Campbell (Pilot-Fernsehfilm)
- 1962: Männer, die das Leben lieben (The Interns)
- 1962: Life with Archie (Fernsehfilm)
- 1963: Wenn mein Schlafzimmer sprechen könnte
- 1964: Archie (Pilot-Fernsehfilm)
- 1967: Die nackten Tatsachen
- 1967: Chicago-Massaker
- 1967: Johnny Belinda (Fernsehfilm)
- 1972: Nacht des Schreckens (Night of Terror; Fernsehfilm)
- 1975: Promise Him Anything (Fernsehfilm)
- 1975: Ein Traumhaus für zwei (Half a House)
- 1983: Das Böse kommt auf leisen Sohlen (Something Wicked This Way Comes)
- 1984: Burning Rage (Fernsehfilm)
- 1988: South of Reno
- 1990: Zoff in Hooterville (Return to Green Acres; Fernsehfilm)
- 1993: Young Goodman Brown

### Fernsehen
- 1954: Goodyear Television Playhouse
- 1955: The Best of Broadway
- 1955: Modern Romances
- 1955–1957: Robert Montgomery Presents
- 1959: The Play of the Week
- 1961–1962: Thriller
- 1961–1962: The Hathaways
- 1961–1962: Alfred Hitchcock präsentiert
- 1962: Hazel
- 1962: Wide Country
- 1963: The Joey Bishop Show
- 1963: General Hospital
- 1963: The Eleventh Hour
- 1963: The Andy Griffith Show
- 1964: Bob Hope Presents the Chrysler Theatre
- 1965: The Young Marrieds
- 1965–1966: Katy
- 1966: Verliebt in eine Hexe
- 1967: Vacation Playhouse
- 1970: Adam-12
- 1965–1971: Green Acres
- 1972: The Bold Ones: The New Doctors
- 1973: Wo die Liebe hinfällt (Love, American Style)
- 1976: Eine amerikanische Familie
- 1977: All That Glitters
- 1977: Love Boat
- 1978: Tabitha
- 1983: Cagney & Lacey
- 1985: Imbiss mit Biss (Alice)
- 1993: The Jackie Thomas Show

## Theater (Auswahl)
- 1947: Galileo (Maxine Elliott’s Theatre, New York City)[7][8]
- 1952: The Grey-Eyed People (Martin Beck Theatre, New York City)[7][8]
- 1953: The Frogs of Spring (Broadhurst Theatre, New York City)[7][8]
- 1957: The Waltz of the Toreadors (Coronet Theatre, New York City)[7][8]
- 1958: The Waltz of the Toreadors (Coronet Theatre, New York City)
- 1964: Beekman Place (Morosco Theatre, New York City)[7][8]